# حقوق بشر در عراق قبل از صدام
حقوق بشر در عراق قبل از صدام اغلب به درجات مختلف درمیان رژیم‌های مختلف حاکم برکشور وجود نداشت. نقض حقوق بشر در این کشور قبل از حکومت صدام بود.

## ۱۸۵۰ تا ۱۹۲۰
ادن نبی مورخ آشوری می‌نویسد که روابط بین آشوری‌ها و کردها با "تاریخ تلخ" مشخص شده‌است، زیرا رؤسای قبایل کرد در عراق، جنوب شرقی ترکیه، شمال شرق سوریه و شمال غرب ایران به‌طور مرتب به قبایل مسیحی حمله می‌کردند و آنها را غارت می‌کردند و در طول جنگ جهانی اول. کردها "مسئول بیشتر جنایات مرتکب شده علیه آشوری‌ها به‌ویژه به‌دلیل نزدیکی و سنت طولانی حقوق کردها برای غارت مسیحیان آشوری و بردن زنان و کالاهاً بودند و اینکه "توسعه کردها به هزینه آشوری‌ها اتفاق افتاد"."در سال۱۹۱۸، یکی از رهبران کرد و قبیله‌اش پدرسالار کلیسای شرق را در ضیافت شام به قتل رساندند. مشخص است که کردستان عراق بیش از ۲۰۰۰۰۰پناهنده و آوارگان مسیحی را که بین سالهای۲۰۱۲ تا۲۰۱۶ از مناطق عرب نشین فرار کرده بودند، پذیرفته. همچنین مشخص است که افسران امنیتی و مقاماتی که برای قبیله بارزانی و حزب سیاسی او، حزب دمکرات کردستان، کار می‌کنند، مکرراً از برخی از مسیحیان محلی و آوارگان داخلی بخاطر عدم وفاداری «به اندازه کافی» به آنها سوء استفاده کرده‌اند.
از اواسط قرن نوزدهم، «کردها قتل‌عام‌های متعددی را علیه نسطوریان انجام دادند که در سال های۱۹۱۵–۱۹۱۸ با قتل حدود نیمی از نسطوریان و پدرسالار آنها مار شیمون نوزدهم نسل‌کشی متناسب با قتل‌عام ارامنه به اوج خود رسید.» صومعه مهم ربان هرمزد و صومعه مار ماتای در عراق بارها توسط کردها غارت شد. کتابخانه‌های نسطوری توسط ترک‌ها و کردها در طول قرن‌ها ویران شدند.کردها هزاران زن و مرد را به قتل رساندند و گوش مردگان را بریدند و نزد بدرخان فرستادند و زنان جوان را به‌عنوان برده فروختند. کردها نیز به زور کلیساها و صومعه‌ها را تصاحب کردند و پیوسته باکره‌ها، عروس‌ها و زنان را ربودند. قابل توجه اولین نسل‌کشی است که توسط ترک‌ها و کردها در دوره۱۸۹۴–۱۸۹۶، و در ۱۹۱۵–۱۹۱۸ انجام شد کرد آغاسیمکو ایلخانی مار شیمون۲۱ بنیامین را ترور کرد.

## اشغال عراق توسط بریتانیا (۱۹۲۰–۱۹۳۲)
در دهه۱۹۲۰، زمانی که بریتانیا مأموریتی از جامعه ملل (سلف سازمان ملل متحد) در اختیار داشت، نیروهای اشغالگر انگلیس به فرماندهی آرتور هریس از گاز خردل و بمباران با تأخیر برای سرکوب مقاومت عراق دربرابر سلطه بریتانیا استفاده کردند که منجر به تلفات غیرنظامی متعدد شد.

## سلطنت هاشمی (۱۹۳۲–۱۹۵۸)
سلطنت هاشمی که عراق را از بریتانیا گرفت، ازنظر حقوق بشر ناقص توصیف شده‌است، اما از بسیاری جهات بهتر از رژیم‌های پس از آن بوده‌است:
«پس از ایجاد عراق به عنوان یک پادشاهی مستقل در سال۱۹۳۲، سلطنت به دنبال حفظ وضعیت موجود تسلط سنی‌ها بود که باعث درگیری بین تشکیلات سنی عرب و چندین اقلیت (مانند آشوری‌ها و کردها) شد. اما سلطنت همچنین به دنبال راه‌حل‌ها، مصالحه، و اشکال خاصی از انتخابات و بیان دموکراتیک بود.» از آنجا که مشروعیت رژیم ناشی از سابقه آن در عربستان و تجربه طولانی آن در اداره و توانایی همکاری با انگلیس بود، توانست «با سرکوب و زور کمتر رهبری کند».
نخست وزیران و در مقطعی رهبران یک کودتای نظامی، در دوران سلطنت نفوذ زیادی داشتند وحقوق مدنی درمقاطع مختلف متفاوت بود. بر اساس تاریخچه عراق در کنگره ایالات متحده آمریکا:
در سال۱۹۵۲، وضعیت رکود اقتصادی، که به دلیل برداشت بد محصول و امتناع دولت از برگزاری انتخابات مستقیم تشدید شده بود، اعتراضات ضد رژیم در مقیاس وسیع را برانگیخت. اعتراضات به ویژه در بغداد به خشونت تبدیل شد. در پاسخ، دولت حکومت نظامی اعلام کرد، همه احزاب سیاسی را توقیف کرد، تعدادی از روزنامه‌ها را تعلیق کرد و منع رفت و آمد برقرار کرد. حجم عظیم اعتراضات نشان داد که نارضایتی از رژیم تا چه حد گسترده شده‌است. طبقه متوسط که در نتیجه سیستم آموزشی گسترده سلطنت رشد قابل توجهی کرده بود، به‌طور فزاینده ای از رژیم بیگانه شده بود، تا حد زیادی به این دلیل که نمی‌توانستند درآمدی متناسب با موقعیت خود کسب کنند. نوری به‌عنوان روش مستبدانه سعید، عدم تحمل او نسبت به مخالفان، و برخورد شدید او با مخالفان سیاسی، طبقه متوسط، به‌ویژه ارتش را بیش از پیش از خود دور کرده بود. اپوزیسیون مجبور به فعالیت زیرزمینی شده بود.

### سرکوب آشوریان
در سال۱۹۱۵، در مواجهه با قتل‌عام‌هایی که منجر به کشته شدن دو سوم آشوری‌ها در جنوب شرقی ترکیه و شمال ایران شد، حدود ۵۰۰۰۰نفر از بازماندگان از طریق مرز به شمال عراق که عمدتاً توسط کردها و ترکمن‌ها سکنه شده بود، حرکت کردند. این پناهجویان در کمپ‌های پناهجویان تحت اداره بریتانیا اسکان داده شدند. تحولات مشابه در سال ۱۹۱۸ در ایران منجر به سیل بیشتر پناهندگان به عراق شد، جایی که جوامع آشوری از قبل برای قرن‌ها وجود داشتند. این هجوم‌ها منجر به چندین دهه درگیری قومی شد.
تحت فرمان بریتانیا، آشوری‌ها در گروه‌های شبه‌نظامی به نام «لوی‌های آشوری» سازمان‌دهی شدند و برای سرکوب شورش‌ها و حمایت از حضور نظامی بریتانیا در عراق استفاده می‌شدند. پس از استقلال عراق در سال۱۹۳۳، آشوری‌ها توسط بریتانیا رها شدند. به گفته جاناتان اریک لوئیس، تحلیلگر سیاسی، در تابستان همان سال، یک گروه مسلح ۸۰۰ نفری از آشوری‌ها از عراق به سوریه رفتند، جایی که آشوری‌های دیگر نیز در آنجا بودند تا «از حقوق ملی مشروع خود دفاع کنند.» مقامات استعماری فرانسه در سوریه آنها را مجبور به بازگشت به عراق کردند، جایی که ارتش عراق به آنها حمله کرد. در ۷ آگوست، «ارتش عراق و نیروهای کرد نامنظم، با حمایت واقعی مردم، قتل‌عام را در سیمله انجام دادند.» بر اساس منابع آشوری تعداد کشته شدگان به ۳۰۰۰ نفر می‌رسید (برآوردهای دیگر این تعداد را به «صدها» می‌رساند. لوئیس نوشت: «هیچ رویدادی هویت جمعی آشوری عراق را بیشتر شکل نداده‌است».
آشوری‌ها در اوایل قرن۲۰ تحت آزار و اذیت قبایل کرد بوده‌اند که آنها را به‌عنوان قبایل منفرد (شکاک)، و به‌عنوان متحدان مسلمان کمیته اتحاد و ترقی که از طریق ارتش عثمانی در طول جنگ جهانی اول و بعداً کار می‌کردند، مورد آزار و اذیت قرار می‌دادند. به عنوان کردهایی که در کشتار ۱۹۳۳ سیمل آشوری‌ها شرکت کردند. در اوایل دهه۱۹۳۰، وزارتخانه‌های عراق اعلامیه‌هایی را در میان کردها پخش کردند که آنها را به قتل‌عام آشوری‌ها دعوت می‌کرد. این فراخوان به اعتقادات اسلامی متوسل شد و اعراب و کردها را علیه مسیحیان کافر متحد کرد. اندکی قبل از کشتار ۱۱آگوست سیمل در سال۱۹۳۳، کردها کمپین غارت علیه شهرک‌های آشوری را آغاز کردند. آشوری‌ها به سیمله گریختند و در آنجا نیز مورد آزار و اذیت قرار گرفتند. شاهدان بسیاری از جنایات متعددی که اعراب و کردها بر زنان آشوری مرتکب شده‌اند، گزارش شده‌است. تحت فرماندهی بکر صدقی، رهبر کردها در ۱۱اوت، عاملان قتل‌عام سیمل را انجام دادند که تقریباً مردان را هدف قرار داد. اعراب و دیگران تحت رهبری ژنرال کرد بکر صدقی کردها متحد شدند و قتل‌عام سیمل را علیه آشوری‌های مسیحی انجام دادند و شهرهای آنهارا غارت کردند و به زنان و کودکان تجاوز کردند و به قتل رساندند. از قرن۱۶ پس از آنکه سلطان سلیم اول کردها را آورد و آنها را درسرزمین‌های آشوری اسکان داد، امپراتوری عثمانی شروع به استفاده از قبایل کرد برای کشتن منظم آشوری‌ها و ارمنیان مسیحی کرد. در آغاز جنگ جهانی اول، قبایل کرد که یک نیروی سواره نظام کُرد در ارتش عثمانی بنام «سواران حمیدیان» تشکیل می‌دادند، بسمت روستاهای دشت آشوری در شرق منطقه ای که امروز به نام ترکیه و همچنین ترکیه شناخته می‌شود، حرکت کردند. روستاهای آشوری در تور ابدین و حکاری و کشته شدن هزاران آشوری. پاتریارک آشوری مار بنیامین شیمون (که بعداً توسط یک کرد ترور شد) اعلام کرد که آشوری‌ها برای دفاع ازخود و برای آزادی بجنگ در طرف روسیه پیوستند.

## بین سلطنت و صدام حسین (۱۹۵۸–۱۹۶۹)
در دهه پس از سرنگونی سلطنت عراق در سال۱۹۵۸، رژیم‌های مختلفی بر این کشور حکومت کردند که هر کدام مسئول رفتار دولت با شهروندان خود و حمایت از شهروندان بودند، تا اینکه کودتای۱۹۶۸ که حزب بعث را با صدام به قدرت رساند. یکی از رهبران کودتا:
- حکومت نظامی عبدالکریم قاسم و «افسران آزاد» (1958 – ۱۹۶۳).
- رژیم اول حزب سوسیالیست عرب بعث (فوریه – نوامبر ۱۹۶۳)؛
- دولت‌های برادران عارف و عبدالرحمن البزاز (1963 – ۱۹۶۸).

رژیم دوم حزب سوسیالیست عرب بعث با کودتا در ژوئیه۱۹۶۸ آغاز شد و صدام حسین یکی از رهبران کودتا بقدرت رسید و در نهایت در سال۱۹۷۹ ریاست جمهوری کشور را برعهده گرفت. او در حمله به رهبری ایالات متحده در سال۲۰۰۳ سرنگون شد.
در دهه‌های۱۹۵۰ و۱۹۶۰، عراقی‌ها و بسیاری دیگر از اعراب اغلب از ایده یک رهبر قدرتمند «در امتداد خطوط استالین یا مائو ،هوشی مین یا کاسترو» حمایت می‌کردند که به‌عنوان «نجات‌دهنده سیاسی» عمل می‌کرد و با قدرت زیادی عمل می‌کرد. احساس رسالت و حکمرانی با عدالت. صلاح الدین، قهرمان اسلامی قرن یازدهمی که صلیبیان را شکست داد، به عنوان یک الگو و حتی آتاتورک، بنیانگذار ترکیه مدرن، به عنوان یک رهبر در نظر گرفته می‌شد که می‌توان از او الگو گرفت. درعراق، بسیاری احساس می‌کردند که به یک رهبر قوی نیاز است تا کشور را با وجود اختلافات قومی و سایر مشکلات حفظ کند.

### عبدالکریم قاسم و رژیم "افسران آزاد" (۱۹۵۸–۱۹۶۳)
کودتای نظامی۱۹۵۸ که رژیم سلطنتی هاشمی را سرنگون کرد، اعضای "گروه‌های روستایی را که فاقد تفکر جهان وطنی در میان نخبگان عراقی بودند" به قدرت رساند. رهبران جدید عراق یک «ذهنیت انحصارگرایانه [که] باعث درگیری و رقابت قبیله‌ای می‌شد، که به نوبه خود موجب ظلم داخلی می‌شد"
به گفته شفیق غبرا، استاد علوم سیاسی در دانشگاه کویت، و در سال۲۰۰۱، مدیر دفتر اطلاعات کویت در واشینگتن دی سی:
پس از انقلاب ۱۹۵۸، تشکیلات حاکم بر عراق دولتی عاری از سازش سیاسی ایجاد کرد. رهبران آن کسانی را که نظرات مخالف داشتند را منحل کردند، اموال را بدون اطلاع قبلی مصادره کردند، علیه دشمنانش اتهام زدند، و با دشمنان خیالی داخلی نبرد کردند. این وضعیت باعث تقویت یک رهبر مطلق و یک جامعه نظامی شده عراقی شد که کاملاً متفاوت از جامعه ای بود که در دوران سلطنت وجود داشت.
صدها هزار عراقی ظرف ۴سال پس از انقلاب۱۹۵۸ کشور را ترک کردند.
به گفته جاناتان اریک لوئیس، آشوری‌ها در رژیم پنج ساله نسبتاً خوب بودند، اما از زمانی که حکومت بعثی‌ها دوباره در سال ۱۹۶۸ شروع شد، وضعیت بسیار بدتری داشتند. او در سال ۲۰۰۳ نوشت: «با افزایش قدرت بعثی‌ها، نفوذ و حقوق آشوری‌ها در داخل عراق کاهش یافت.»
جنگ قدرت در میان رهبران کودتا، سرتیپ عبدالکریم قاسم و سرهنگ عبد به عنوان سلام عارف شکل گرفت. همدردی‌های طرفدار ناصری عارف توسط حزب بعث حمایت می‌شد، در حالی که قاسم از موضع ضد اتحادیه خود در صفوف کمونیست‌ها حمایت می‌کرد. قاسم سرانجام پیروز شد و ابتدا عارف را عزل کرد و سپس او را به اتهام خیانت به دادگاه کشاند. او در ژانویه۱۹۵۹ به اعدام محکوم شد، سپس در دسامبر ۱۹۶۲مورد عفو قرار.
قاسم با آگاهی از توطئه برای کودتا توسط افسران مخالف افزایش پیوندهای قاسم با کمونیست‌ها، از متحدان کمونیست خود خواست ۲۵۰۰۰۰نفر از حامیان خود را در مارس۱۹۵۹ در موصل بسیج کنند. کودتا هرگز محقق نشد، اما کمونیست‌ها ناسیونالیست‌ها و برخی از خانواده‌های موصلی مرفه را قتل‌عام کردند. در نتیجه کشتارها و شورش در کرکوک، رهبران حزب بعث تصمیم گرفتند که ترور تنها راه خلع قاسم باشد. تلاش آنها برای کشتن او به رهبری صدام حسین با مجروح کردن قاسم شکست خورد و دیکتاتور با همسویی بیشتر با کمونیست‌ها و سرکوب بعث و دیگر احزاب ناسیونالیست واکنش نشان داد. اما در سال‌های۱۹۶۰ و۱۹۶۱، قاسم به این نتیجه رسید که کمونیست‌ها بیش از حد قوی شده‌اند و او علیه آنها حرکت کرد، کمونیست‌ها را از موقعیت‌های حساس دولتی پاک کرد، اتحادیه‌های کارگری و انجمن‌های دهقانی را سرکوب کرد و مطبوعات کمونیستی را تعطیل کرد.

### رژیم‌های مختلف (۱۹۶۳–۱۹۶۸)
پس از سرنگونی قاسم در سال۱۹۶۳، حزب بعث قدرت را به دست گرفت. حزب کوچکی بود، تنها با ۱۰۰۰عضو فعال، و فاقد برنامه منسجم بود، که عمدتاً توسط مخالفان قاسم تشکیل شده بود. سعدی، رهبر بعثی‌ها، دولت تک حزبی را با تسامح کمی در برابر دیدگاه‌های مخالف تأسیس کرد. بعث در نوامبر۱۹۶۳ در یک کودتای نظامی به رهبری گروه کوچکی از افسران سرنگون شد. برای پنج سال بعد قدرت در میان افسران تغییر کرد تا اینکه در سال ۱۹۶۸ کودتای دیگری بعث را به قدرت بازگرداند.

### اوایل رژیم بعثی (۱۹۶۸–۱۹۶۹)
هنگامی که بعثی‌ها به قدرت بازگشتند، دو مرد به نام‌های صدام حسین و بکر به‌طور فزاینده ای بر حزب تسلط داشتند. اگرچه بکر از این دو نفر مسن تر و معتبرتر بود، اما در سال۱۹۶۹ صدام «به‌وضوح بنیروی محرک پشت حزب تبدیل شده بود.»

## درگیری‌های قومیتی
نقض حقوق بشر در عراق اغلب از درگیری بین حاکمان این کشور و اعضای جوامع قومی متمایز، به ویژه کردها و عرب‌های شیعه ناشی می‌شود، اگرچه اعراب سنی، اعضای اقلیتی که پست‌های بالای رژیم‌ها را پس از سال۱۹۵۸ و در طول سال‌های صدام پر کردند. قدرت، می‌تواند خشم حاکمان را به دلایل غیرمرتبط با درگیری‌های قومی احساس کند.

### درگیری با شیعه
غبرا برخورد با شیعیان را یکی از بدترین اشتباهات سیاسی رژیم‌ها پس از سال۵۸ خوانده‌است. غبرا درسال۲۰۰۱ نوشت، رژیم‌های پس از۱۹۵۸ «اکثریت شیعه و حقوق آن‌ها را رد کردند و آنها را علیرغم تعهدشان به عراق از خود دور کردند.»

### درگیری با کردها
در رژیم‌هایی که پس از سرنگونی پادشاهی عراق در سال۱۹۵۸، نقض حقوق بشر در کردستان به‌طور مکرر رخ داد، زیرا ناسیونالیسم کرد با اهداف رژیم‌های مختلف عراق درتضاد بود و با شکست مذاکرات سیاسی، خشونت‌ها را در پی داشت:
کردها تحت هر یک از رژیم‌های بعدی با یک الگوی آشنا مواجه شدند: ابتدا دوره‌ای از مذاکرات که همواره خواسته‌های کردها برای خودمختاری را برآورده نمی‌کرد، و سپس، زمانی که مذاکرات شکست خورد، بار دیگر خشونت‌ها آغاز شد. روستاهای روستایی بمباران و سوزانده شد و مبارزان کرد بی‌امان شکار شدند. نامی که برگزیدند دقیقاً بیانگر شرایط وجودی آنها بود. آنها خود را پیشمرگه می‌نامیدند «کسانی که با مرگ روبرو هستند».